# Xu Shilin
Xu Shilin (chinesisch 徐诗霖, Pinyin Xú Shīlín; * 10. Januar 1998 in Zhongshan) ist eine chinesische Tennisspielerin.

## Karriere
Xu Shilin, die laut ITF-Profil Hartplätze bevorzugt, spielt hauptsächlich Turniere auf dem ITF Women’s Circuit, bei denen sie bislang fünf Einzel- und sieben Doppeltitel gewonnen hat.
2014 siegte sie im Einzel bei den Olympischen Jugend-Sommerspielen.
2015 gewann sie das ITF Junior Masters in Chengdu, als sie Kristína Schmiedlová mit 6:4 und 6:2 im Finale besiegte.
2022 bis 2025 pausierte sie und kehrte im März 2025 auf die Tour zurück.

## Turniersiege

### Einzel
| Nr. | Datum             | Turnier  | Kategorie   | Belag     | Finalgegnerin   | Ergebnis      |
| --- | ----------------- | -------- | ----------- | --------- | --------------- | ------------- |
| 1.  | 14. Dezember 2013 | Hongkong | ITF $10.000 | Hartplatz | Zhao Di         | 6:0, 6:3      |
| 2.  | 21. Dezember 2013 | Hongkong | ITF $10.000 | Hartplatz | Tang Haochen    | 6:1, 6:4      |
| 3.  | 12. Juni 2016     | Padua    | ITF $25.000 | Sand      | İpek Soylu      | 5:7, 6:4, 6:3 |
| 4.  | 7. Oktober 2018   | Brisbane | ITF $25.000 | Hartplatz | Ellen Perez     | 6:4, 6:3      |
| 5.  | 10. November 2018 | Colina   | ITF $60.000 | Sand      | Paula Ormaechea | 7:5, 6:3      |

### Doppel
| Nr. | Datum              | Turnier | Kategorie   | Belag     | Partnerin             | Finalgegnerinnen                       | Ergebnis          |
| --- | ------------------ | ------- | ----------- | --------- | --------------------- | -------------------------------------- | ----------------- |
| 1.  | 13. September 2013 | Sanya   | ITF $50.000 | Hartplatz | Sun Ziyue             | Yang Zhaoxuan Zhao Yijin               | 6:75, 6:3, [10:3] |
| 2.  | 3. Oktober 2015    | Zhuhai  | ITF $50.000 | Hartplatz | You Xiaodi            | Irina Chromatschowa Emily Webley-Smith | 3:6, 6:2, [10:4]  |
| 3.  | 1. Juli 2016       | Rom     | ITF $50.000 | Sand      | İpek Soylu            | Réka Luca Jani Sopia Schapatawa        | 7:5, 6:1          |
| 4.  | 2. März 2018       | Xiamen  | ITF $15.000 | Hartplatz | Sarah-Rebecca Sekulic | Sun Xuliu Sun Ziyue                    | 6:1, 7:5          |
| 5.  | 21. September 2018 | Cairns  | ITF $25.000 | Hartplatz | Naiktha Bains         | Erin Routliffe Astra Sharma            | 6:1, 7:6          |
| 6.  | 6. Juli 2019       | Denain  | ITF $25.000 | Sand      | Darja Mischina        | Bárbara Gatica Rebeca Pereira          | 6:0, 7:5          |
| 7.  | 5. April 2025      | Antalya | ITF W15     | Sand      | Annemarie Lazar       | Selina Atay Melis Sezer                | 7:62, 7:5         |